# Brand New Day (album Sting)
| Recensione           | Giudizio |
| -------------------- | -------- |
| AllMusic             |          |
| Entertainment Weekly | (B−)     |
| Houston Chronicle    |          |
| Los Angeles Times    |          |
| New York Times       | (Misto)  |
| Rolling Stone        |          |

Brand New Day è il sesto album in studio del cantante britannico Sting, pubblicato il 24 settembre 1999 dalla A&M Records. Al momento della sua uscita, l'album è stato un successo di critica e di pubblico, venendo acclamato come il trionfale ritorno di Sting. Ha venduto all'incirca tre milioni e mezzo di copie nei soli Stati Uniti, ed è con molta probabilità il lavoro di maggior successo commerciale di Sting solista in Nord America.
L'album è stato guidato principalmente dal grande successo del secondo singolo estratto, Desert Rose, eseguita da Sting con la partecipazione del popolare cantante algerino Cheb Mami. Molto successo in radio ebbe anche la traccia di apertura del disco, A Thousand Years.
L'album ha trionfato con due premi ai Grammy Awards del 2000, tra cui quello al Miglior album pop vocale e la terza vittoria assoluta di Sting nella categoria Miglior interpretazione vocale maschile, quest'ultima ottenuta grazie alla title track Brand New Day.

## Descrizione
In origine, l'album doveva essere prodotto dal collaboratore storico di Sting, Hugh Padgham, ma alla fine il cantante rimase così contento del lavoro svolto da Kipper che Padgham non fu mai chiamato. 
Il nuovo produttore ha avuto il merito di introdurre una ventata d'aria fresca nella musica di Sting. Il cantante si è infatti ritrovato per la prima volta a fare ampio uso di campionamenti ed elettronica.
Nel disco compare il pezzo Prelude to the End of the Game; la versione intera di End of the Game è inclusa come lato B nell'edizione europea del singolo Brand New Day.
Come traccia bonus dell'edizione giapponese dell'album, appare una nuova versione del famoso brano The Windmills of Your Mind del musicista francese Michel Legrand, eseguita da Sting ed inclusa nella colonna sonora del film Gioco a due uscito nelle sale cinematografiche nel 1999. Il film è un remake de Il caso Thomas Crown (1968), che prevedeva lo stesso brano ma interpretato da Noel Harrison.

## Tracce
Testi e musiche di Sting, eccetto dove indicato.
1. A Thousand Years – 5:58 (Kipper, Sting)
2. Desert Rose (feat. Cheb Mami) – 4:45
3. Big Lie, Small World (feat. David Hartley) – 5:05
4. After the Rain Has Fallen – 5:03
5. Perfect Love... Gone Wrong (feat. Sté Strausz) – 5:24
6. Tomorrow We'll See – 4:47
7. Prelude to the End of the Game – 0:20
8. Fill Her Up (feat. James Taylor) – 5:39
9. Ghost Story – 5:29
10. Brand New Day – 6:17

Traccia bonus dell'edizione giapponese
1. The Windmills of Your Mind – 6:48 (Michel Legrand, Alan Bergman, Marilyn Bergman)

## Formazione
- Sting – voce, basso elettrico, chitarre, tastiere, guitar synth
- Kipper – programmazione, tastiere
- Dominic Miller – chitarre
- Manu Katché – batteria
- Vinnie Colaiuta – batteria
- Jason Rebello – pianoforte, clavinet
- Chris Botti – tromba

### Altri musicisti
- Stevie Wonder – armonica
- James Taylor – voce e chitarra acustica in Fill Her Up
- Cheb Mami – voce in Desert Rose
- Branford Marsalis – clarinetto
- Mino Cinelu – percussioni
- David Hartley – arrangiamento e conduzione degli strumenti a corda (tracce 3 e 6), organo Hammond
- B.J. Cole – pedal steel guitar
- Kathryn Tickell – cornamusa del Northumberland, fiddle
- Don Blackman – organo Hammond
- Sté Strausz – voce in Perfect Love... Gone Wrong
- Gavyn Wright – violino solista (tracce 3 e 6)
- Joe Mendez – cori
- Janice Pendarvis – cori
- Althea Rodgers – cori
- Marlon Saunders – cori
- Veneese Thomas – cori
- Darryl Tookes – cori
- Ken Williams – cori
- Tawatha Agee – cori
- Dennis Collins – cori
- Ettamri Mustapha – darabouka
- Farhat Bouallagui – arrangiamento e conduzione degli strumenti a corda (traccia 2), violino solista
- Moulay Ahmed – violino
- Kouider Berkan – violino
- Salem Bnouni – violino
- Sameh Catalan – violino

### Produzione
- Sting e Kipper – produzione
- Simon Osborne, Neil Dorfsman, Geoff Foster e Chris Blair – ingegneria del suono
- Olaf Heine e Carter Smith – fotografia
- Richard Frankel – direzione artistica

## Premi
Grammy Awards
| Anno | Vincitore     | Categoria                                                 |
| ---- | ------------- | --------------------------------------------------------- |
| 2000 | Brand New Day | Grammy Award al miglior album pop vocale                  |
| 2000 | Brand New Day | Grammy Award alla miglior interpretazione vocale maschile |

## Tour promozionale
Per promuovere l'album, Sting intraprese un tour mondiale partito il 14 ottobre 1999 dal Joint di Las Vegas (Nevada) e conclusosi il 14 dicembre 2001 all'AXIS sempre a Las Vegas. Per quanto riguarda l'Italia, il tour fece tappa nelle seguenti date:
- 18/01/2000 - Milano - FilaForum
- 06/05/2000 - Montesarchio (BN) - Piazza Umberto I
- 07/05/2000 - Pesaro - Adriatic Arena
- 08/05/2000 - Bologna - PalaMalaguti
- 10/05/2000 - Torino - PalaStampa
- 12/05/2000 - Bolzano - Palaonda
- 19/05/2000 - Firenze - Parco delle Cascine
- 20/05/2000 - Verona - Arena di Verona
- 05/07/2001 - Palmanova (UD) - Piazza Grande
- 06/07/2001 - Milano - Idroscalo di Milano
- 07/07/2001- Roma - Stadio Olimpico

## Classifiche

### Classifiche settimanali
| Classifica (1999-00) | Posizione massima |
| -------------------- | ----------------- |
| Australia            | 21                |
| Austria              | 1                 |
| Belgio (Fiandre)     | 11                |
| Belgio (Vallonia)    | 4                 |
| Canada               | 12                |
| Danimarca            | 7                 |
| Finlandia            | 1                 |
| Francia              | 3                 |
| Germania             | 1                 |
| Irlanda              | 42                |
| Italia               | 3                 |
| Norvegia             | 1                 |
| Nuova Zelanda        | 16                |
| Paesi Bassi          | 7                 |
| Regno Unito          | 4                 |
| Spagna               | 5                 |
| Stati Uniti          | 9                 |
| Svezia               | 4                 |
| Svizzera             | 2                 |
| Ungheria             | 2                 |

### Classifiche di fine anno
| Classifica (1999) | Posizione |
| ----------------- | --------- |
| Belgio (Vallonia) | 56        |
| Francia           | 57        |
| Giappone          | 188       |
| Paesi Bassi       | 83        |
| Regno Unito       | 100       |
| Stati Uniti       | 199       |
| Classifica (2000) | Posizione |
| Austria           | 32        |
| Belgio (Vallonia) | 74        |
| Germania          | 28        |
| Italia            | 23        |
| Regno Unito       | 49        |
| Stati Uniti       | 28        |
| Svizzera          | 55        |